# Gesellschaft zur Förderung der Archäologie in Ostwestfalen
Die Gesellschaft zur Förderung der Archäologie in Ostwestfalen e.V. (GeFAO) wurde am 10. September 1996 in der ostwestfälischen Stadt Porta Westfalica in Nordrhein-Westfalen gegründet. Sie ist ein eingetragener Verein mit Sitz in Bielefeld. Der Verein hat derzeit (2017) 115 Mitglieder. Er ist Herausgeber der Zeitschrift Archäologie in Ostwestfalen.

## Geschichte der Gesellschaft
Anfänglich hatte die Gesellschaft ihren Sitz in Porta Westfalica. Die beiden ersten Vorsitzenden waren der Verleger Bert Wiegel (1996–1997) und der Archivar Dieter Meyer (1997–1999). 1998 wurde der Sitz der GeFAO in die Bielefelder Außenstelle der LWL-Archäologie für Westfalen verlegt. Sieben Jahre führte als erster Vorsitzender Klaus Günther (1999–2006), der ehemalige Leiter der Außenstelle Bielefeld (1972–1995), die Gesellschaft. Hauptsächlich unter seinem Vorsitz übernahm die GeFAO die Trägerschaft von Arbeitsbeschaffungsmaßnahmen (1997–2003). In Günthers Amtszeit fiel der Beschluss zum Bau eines gläsernen Schutzbaus, errichtet über den Fundamenten der Kreuzkirche am Wittekindsberg.
Nach Günthers Tod übernahm im Mai 2007 Otto-Werner Rappold die Führung der GeFAO. Die Amtszeit von Otto-Werner Rappold – einst Beigeordneter der Stadt Bielefeld und Oberstadtdirektor von Siegen – prägten die negativen Folgen des allgemeinen Wegfalls von Arbeitsbeschaffungsmaßnahmen, das Ausbleiben von Sponsorengeldern und die Sorge um die finanziellen Folgelasten des Schutzbaues. Er bereitete mit dem wissenschaftlichen Beirat die Umwandlung der GeFAO in einen neu zu gründenden „Verein zur Förderung der Bodendenkmäler auf dem Wittekindsberg e.V.“ vor und sondierte eine kostenlose Übertragung des Kreuzkirchen-Schutzbaus an den Landschaftsverband Westfalen-Lippe. In seiner Amtszeit wurde der letzte Bauabschnitt des Schutzbaues vollendet.
Nach Rappolds unerwarteten Tod Ende 2010 wurde im Februar 2011 Johann-Sebastian Kühlborn in das Amt gewählt. Er ließ auf der Mitgliederversammlung 2011 die bereits beschlossene Umwandlung in einen „Verein zur Förderung der Bodendenkmäler auf dem Wittekindsberg e.V.“ zurücknehmen, verbesserte mittelfristig die finanzielle Situation der GeFAO und betrieb die Wiederaufnahme der Reihe »Archäologie in Ostwestfalen«. Im Oktober 2023 trat Johann-Sebastian Kühlborn vom Amt des 1. Vorsitzenden zurück. Seit Dezember 2023 ist Thomas Janssens neuer Vorsitzender des Vereins.

## Aufgabe der Gesellschaft
Zweck des Vereins ist es, die Arbeit der Archäologie in Ostwestfalen-Lippe zu unterstützen. Diese archäologische Gesellschaft wurde ursprünglich auf Initiative der Außenstelle Bielefeld der LWL-Archäologie für Westfalen gegründet. Dabei hatte man zum einen die Weckung des öffentlichen und privaten Interesses an der Rettung und Pflege der archäologischen Kulturdenkmäler im Blick und zum anderen die Erschließung neuer Finanzmittel für die archäologische Arbeit in OWL. Dazu zählte das Einsammeln von Spendengeldern für satzungsgemäße Zwecke im Bereich des Denkmalschutzes und der Denkmalpflege und ebenso auch die Beantragung von Maßnahmen zur Arbeitsbeschaffung (ABM) bei der Bundesanstalt für Arbeit.
Daneben bietet die GeFAO u. a. auch Vorträge, Führungen, archäologische Wanderungen, Ausstellungsbesuche und in Zusammenarbeit mit den Musikhochschulen Detmold und Herford jährlich stattfindende Konzertreihen in der Margarethenkapelle auf dem Wittekindsberg an.

## Realisierte Projekte

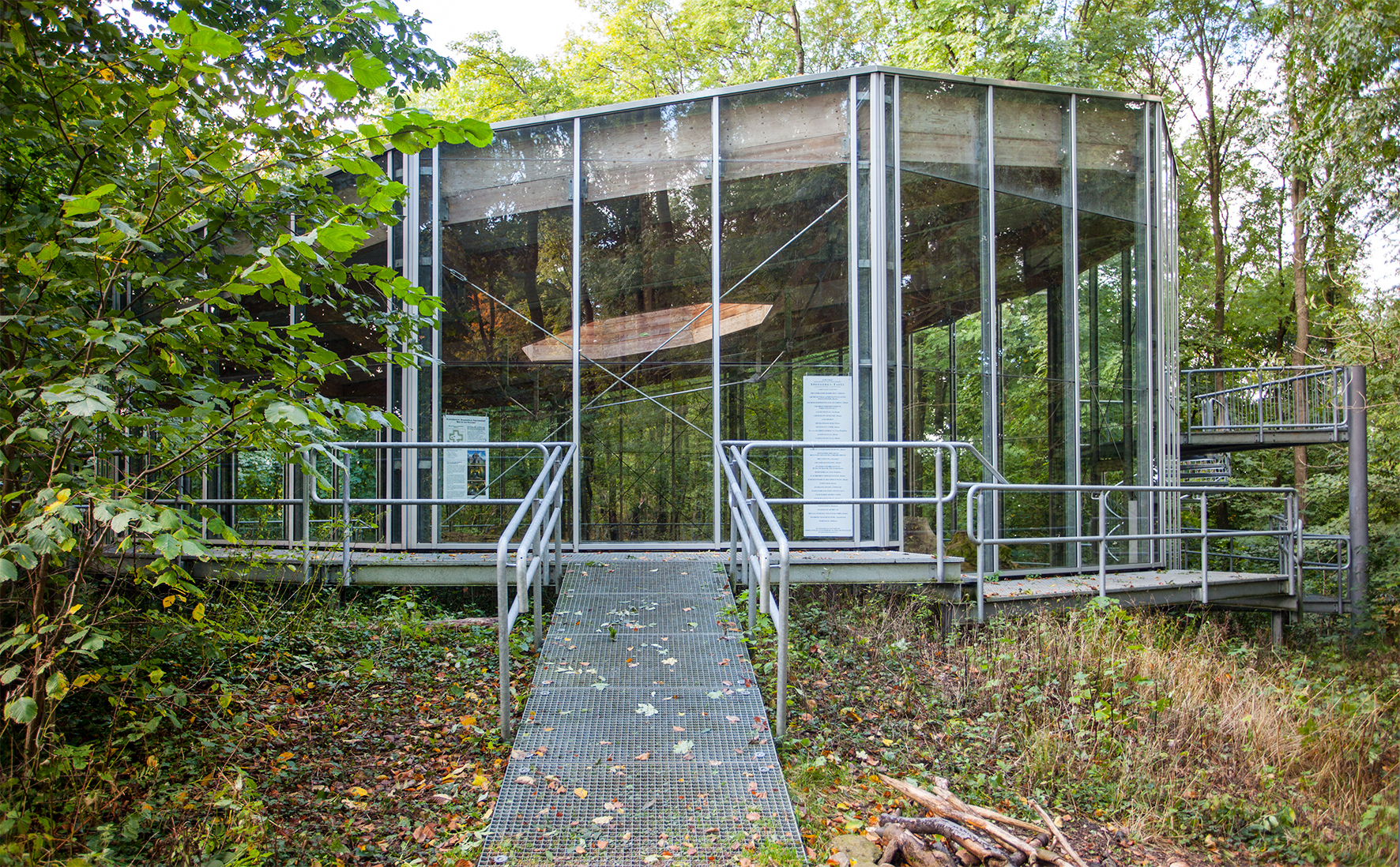
Schutzbau der Kreuzkirche am Wittekindsberg

Anlässlich einer Ausgrabung innerhalb der Wittekindsburg wurden 1996 die Fundamente der Kreuzkirche in Minden-Häverstädt entdeckt. Dieser sakrale Bau war in der Form eines griechischen Kreuzes errichtet worden. Eigentlich sollten die Grabungsfläche mitsamt den Fundamenten wieder zugeschüttet werden. Die GeFAO setzte sich dennoch für den sichtbaren Erhalt der Kirchenruine ein und sammelte für den Grunderwerb und den Bau eines rundum verglasten Schutzgebäudes die Spendengelder. Der erste Bauabschnitt wurde im September 2003 feierlich eingeweiht, gänzlich vollendet war der gläserne Schutzbau erst sechs Jahre später. Dafür wurden in den Jahren von 2000 bis Ende 2005 Spenden in Höhe von 199.200 € von privaten Spendern und von der regionalen Wirtschaft eingeworben. Hinzu kam eine Förderung der Nordrhein-Westfalen-Stiftung Naturschutz, Heimat- und Kulturpflege in Höhe von 70.000 € für den zweiten Bauabschnitt. Weitere Leistungen erbrachte die Beschäftigungsgesellschaft Transfer. Seitdem betreut die GeFAO diesen Bau in jeder Hinsicht. Sie ist alleinige Eigentümerin des Grundstücks und des Schutzbaus. 
Um die amtliche Bodendenkmalpflege zu unterstützen, übernahm die GeFAO die Trägerschaft vieler Arbeitsbeschaffungsmaßnahmen und verwaltete damit ABM-Gelder in Höhe von 1,43 Mio. €. Damit realisierte die Bielefelder Außenstelle der LWL-Archäologie für Westfalen zwischen 1997 und 2003 eine Reihe von zusätzlichen Grabungen, die sie mit ihrem normalen Budget nicht hätte finanzieren können. Selbst ein eigenes Forschungs- und Dokumentationszentrum war für die Aufarbeitung dieser Grabungen 2001 in Minden eingerichtet worden.
Die Liste der durch die GeFAO unterstützten Ausgrabungen ist lang: Bielefeld (Jostbergkloster), Enger (Siedlung der römischen Kaiserzeit), Herford (Alter Markt, Münsterkirche), Hüllhorst-Büttendorf (Siedlung der vorrömischen Eisenzeit und römischen Kaiserzeit), Kirchlengern (Siedlung der römischen Kaiserzeit), Minden-Häverstädt (Wittekindsburg, Umfeld der Kreuzkirche), Minden-Päpinghausen (Siedlung der vorrömischen Eisenzeit sowie Brandgräberfriedhof der Bronze- und der vorrömischen Eisenzeit), Paderborn (Balhorner Feld), Petershagen-Bierde (Siedlung der römischen Kaiserzeit), Petershagen-Ilse (Frauengräber von Ilse), Petershagen-Lahde (Brandgräberfriedhof und Siedlung der vorrömischen Eisenzeit/römischen Kaiserzeit), Petershagen-Windheim (Brandgräberfriedhof der vorrömischen Eisenzeit/späten römischen Kaiserzeit), Petershagen-Raderhorst (Siedlungsspuren der römischen Kaiserzeit), Porta Westfalica-Barkhausen (Siedlung der vorrömischen Eisenzeit) und Spenge (Vorburg von Haus Werburg). Hinzu kamen noch weitere kleinere Fördermaßnahmen im Lande. Daneben wurden auch Ausstellungen zu Grabungen unterstützt und wissenschaftliche Bearbeitungen, Vermessungsarbeiten sowie Tagungen finanziert.

## Publikationsreihe
Von Anfang an spielte die Herausgabe der Zeitschrift Archäologie in Ostwestfalen eine große Rolle. Deren erstes Heft erschien bereits im Gründungsjahr. Danach erschien bis 2003 jährlich ein neues Heft. Mit dem Ende der ABM-Grabungen geriet der jährliche Publikationsrhythmus ins Stocken. Infolge der beabsichtigten Umwandlung der GeFAO in einen „Verein zur Förderung der Bodendenkmäler auf dem Wittekindsberg e.V.“ wurde 2010 offiziell das Erscheinen der Zeitschrift eingestellt, eigentlich für immer. Dennoch gelang es, die gut eingeführte Zeitschrift wieder zu beleben. Mit neuem Profil und Erscheinungsbild erschienen Anfang 2015 Band 12 und im Dezember 2017 der Folgeband. Die Archäologie in Ostwestfalen wird aus finanziellen Gründen in einem zweijährigen Turnus herausgegeben. Ab dem Band 15 wird Sigrid Vierck die Herausgeberschaft übernehmen.